# Juvenilia
Juvenilia è il secondo album dal vivo del gruppo musicale death metal statunitense Morbid Angel pubblicato nel 2015 dall'etichetta discografica Earache Records.

## Il disco
Il live uscì solo su disco in vinile a tiratura limitata di 1500 copie e in formato digitale. La canzoni contenute sono tratte dal concerto che la band tenne il 14 novembre 1989 al Rock City di Nottingham durante il Grindcrusher Tour.
Si tratta della registrazione audio del DVD Live Madness '89 inserito, come disco bonus, nella ristampa del CD Altars of Madness, edita nel 2006. Lo stesso DVD è contenuto anche nel box set Maximum Metal del 2011.

## Tracce
Testi di David Vincent, musiche di Trey Azagthoth eccetto dove indicato.
1. Immortal Rites – 3:51
2. Suffocation – 3:12 (musica: Azagthoth, Vincent)
3. Visions from the Dark Side – 4:27 (musica: Azagthoth, Vincent)
4. Maze Of Torment – 5:26
5. Chapel of Ghouls – 4:48 (testo: Azagthoth, Browning)
6. Guitar Solo – 1:09 – strumentale
7. Bleed for the Devil – 2:22 (testo: Azagthoth)
8. Damnation – 4:24 (musica: Azagthoth, Vincent)
9. Blasphemy – 4:57 (testo: Azagthoth)
10. Lord of All Fevers & Plague – 3:34 (testo: Azagthoth)
11. Evil Spells – 5:00 (testo: Azagthoth)

## Formazione
- David Vincent – voce, basso
- Trey Azagthoth – chitarra
- Richard Brunelle – chitarra
- Pete Sandoval – batteria